# 新栄浜駅
座標: 北緯47度23分25秒 東経142度44分29秒 / 北緯47.39028度 東経142.74139度
新栄浜駅（しんさかえはまえき）は、かつて樺太豊栄郡栄浜村に存在した鉄道省樺太東線の駅である。樺太で新○○駅という駅名はここ新栄浜駅のみであった。

## 歴史
- 1927年（昭和2年）11月20日 - 樺太鉄道落合駅 - 知取駅間(170.5km)開業により設置。
- 1941年（昭和16年）4月1日 - 樺太鉄道の国有化により、樺太庁鉄道東海岸線の駅となる。
- 1943年（昭和18年）4月1日 - 南樺太の内地化にともない、鉄道省（国有鉄道）に編入。
- 1945年（昭和20年）8月 - ソ連軍が南樺太へ侵攻、占領し、駅も含め全線がソ連軍に接収される。
- 1946年（昭和21年）
  - 2月1日 - 日本の国有鉄道の駅としては、書類上廃止。
  - 4月1日 - ソ連国鉄に編入。ロシア語駅名は「ルチイ」。

## 運行状況
- 上りは大泊駅行き3本と、落合駅行き2本、下りは白浦駅行きが2本と上敷香駅行きと知取駅、敷香駅行き各1本であった。夜行列車は通過していた。

## 駅周辺
- 樺太庁道栄浜山中線

## 隣の駅
鉄道省樺太鉄道局
樺太東線
落合駅 - 新栄浜駅 - 白鳥湖駅